# General Electric F101
General Electric F101 — турбовентиляторный реактивный двигатель с форсажной камерой, которым оснащены стратегические бомбардировщики Rockwell B-1 Lancer ВВС США. Это первый турбовентиляторный реактивный двигатель с форсажной камерой, произведённый GE Aviation.

## Разработка и производство
F101 был разработан специально для программы Advanced Manned Strategic Aircraft (AMSA), проекта создания самолёта стратегической авиации, в результате которой появился Rockwell B-1 Lancer. Было изготовлено четыре прототипа B-1A, после чего в 1977 году проект был остановлен. Однако программа тестовых полетов была полностью выполнена. В дальнейшем General Electric получила контракт на дальнейшее развитие двигателя. В 1983 году был создан двигатель F101-102 для первого самолёта варианта В-1В, который был построен в 1984 году и был передан в ВВС в 1985 году. Всего до декабря 1987 года было произведено 469 двигателей GE F101-102.
Rockwell B-1 Lancer с четырьмя двигателями F101 установил 61 мировой рекорд скорости, полезной нагрузки и дальности полета.
Двигатель послужил основой для разработки военного двигателя GE F110 и, совместно со SNECMA, гражданского CFM56.

## Применение
- Rockwell B-1A Lancer
- Rockwell B-1B Lancer — в варианте GE-F101-102

## Технические характеристики
Источник данных
Массо-габаритные характеристики
- Тип: турбовентиляторный с форсажной камерой
- Длина: 181 дюйм (460 см)
- Диаметр: 55 дюймов (140 см)
- Масса сухая: 4400 фунтов (1995 кг)

Состав
- Компрессор: осевой, двухступенчатый вентилятор, 9 ступеней высокого давления
- Камера сгорания: кольцевая
- Турбина: одноступенчатая турбина высокого давления, двухступенчатая турбина низкого давления

Рабочие характеристики
- Максимальная выходная мощность: 17 390 lbf (77,4 кН) (сухая тяга), 30 780 lbf (136,9 кН) (на форсаже)
- Степень повышения давления: 26,8
- Удельный расход топлива: 0,562 lb/lbf-hr (сухая тяги), 2,46 lb/lbf-hr (макс тяга)
- Тяговооружённость: 7,04 (на форсаже)